# 柑子镇
柑子镇，是中華人民共和國四川省鄰水縣下辖的一个乡镇级行政单位。2019年12月，撤销龙安镇，将所属行政区域划归柑子镇管辖。

## 行政区划
柑子鎮下轄以下地區：
石柑社區、石鋪社區、天子村、岐山村、斷石村、甘家橋村、春和村、金鼓村、斑竹村、菜埡村、金關村、桅子村、雲盤村。